# Piotrowice (Bystrzyca Kłodzka)

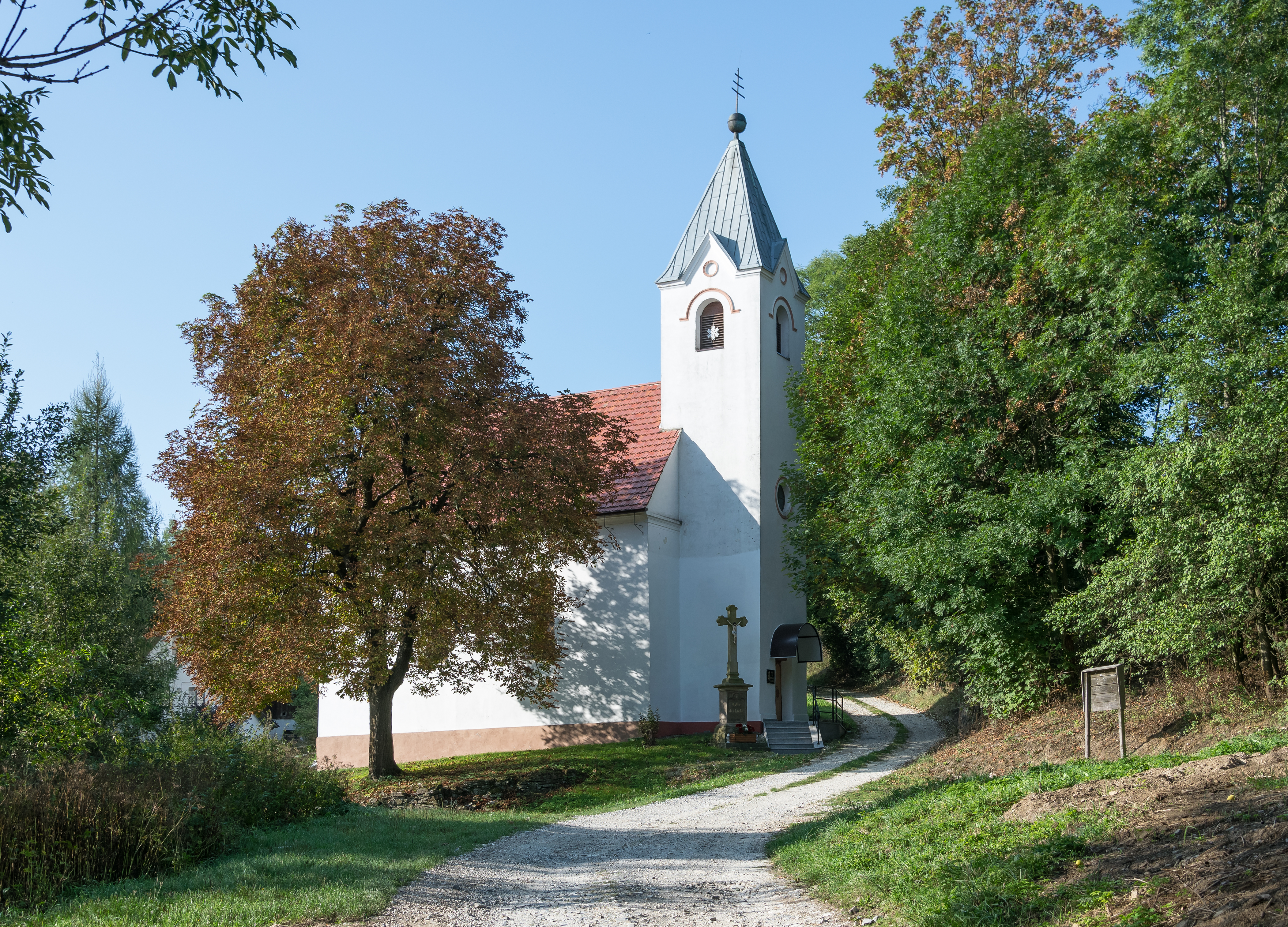
Kirche

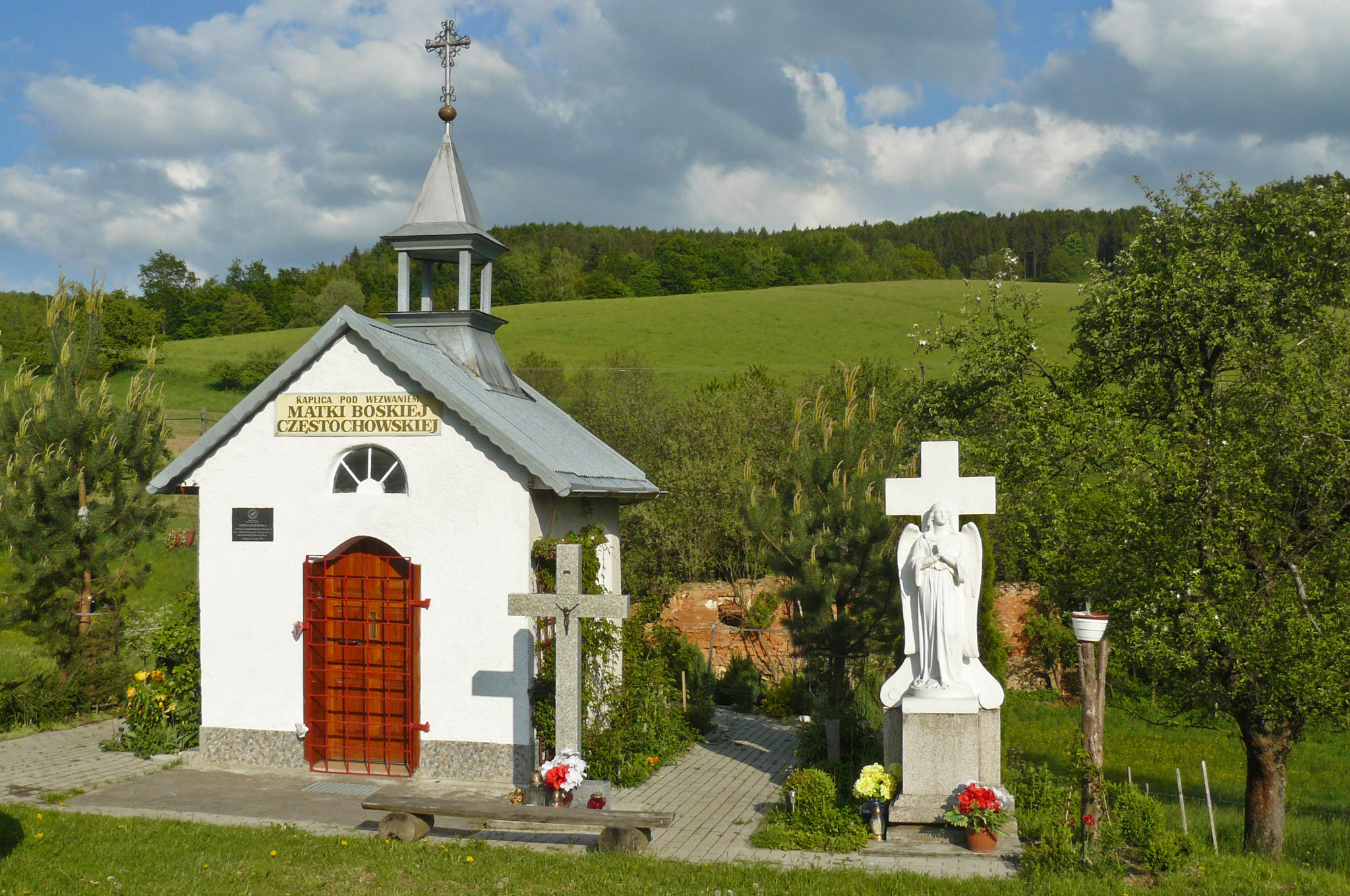
Wegkapelle

Piotrowice [pjɔtrɔˈvit͡sɛ] (deutsch: Herrnpetersdorf) ist ein Ort in der Stadt- und Landgemeinde Bystrzyca Kłodzka im Powiat Kłodzki der Woiwodschaft Niederschlesien in Polen. Es liegt neun Kilometer nordöstlich von Bystrzyca Kłodzka (Habelschwerdt).

## Geographie
Piotrowice liegt im Glatzer Kessel zwischen den Tälern der Landecker Biele (polnisch Biała Lądecka) und der Glatzer Neiße (Nysa Kłodzka). Es wird über eine Nebenstraße erreicht, die von Żelazno (Eisersdorf) nach Stary Waliszów (Alt Waltersdorf) verläuft. Nachbarorte sind Romanowo (Raumnitz) und Ołdrzychowice Kłodzkie (Ullersdorf) im Nordosten, Nowy Waliszów (Neu Waltersdorf) im Südosten, Stary Waliszów im Süden und Mielnik (Melling) im Nordwesten. Die Ortslage Piotrówka, die mit Piotrowice vereint ist, liegt südöstlich. Geographisch sind Piotrowice und Piotrwka durch den 544 m hohen Kahlen Berg (Golina) getrennt.

## Geschichte
Herrnpetersdorf entstand 1938 durch Zusammenlegung der beiden Ortschaften Herrnsdorf und Petersdorf. Herrnsdorf wurde erstmals 1347 als „Hermannsdorf“ erwähnt und „Petersdorf“ erstmals 1424. Beide Orte gehörten zum Glatzer Land und waren zur Pfarrkirche Johannes der Täufer in Ullersdorf gewidmet. Im Dreißigjährigen Krieg wurden beide Orte am 14. Januar 1622 von der Sächsischen Truppen ausgeplündert. 
Nach dem Ersten Schlesischen Krieg 1742 und endgültig nach dem Hubertusburger Frieden 1763 fielen Herrnsdorf und Petersdorf zusammen mit der Grafschaft Glatz an Preußen. Nach der Neugliederung Preußens gehörten sie ab 1815 zur Provinz Schlesien und waren zunächst dem Landkreis Glatz und ab 1818 dem neu geschaffenen Landkreis Habelschwerdt eingegliedert, mit dem das spätere Herrnpetersdorf bis 1945 verbunden blieb. 1874 wurde aus den Landgemeinden Alt Waltersdorf, Herrnsdorf und Petersdorf sowie den Gutsbezirken Herrnsdorf, Nieder Alt Waltersdorf und Ober Alt Waltersdorf der Amtsbezirk Alt Waltersdorf gebildet. 1939 wurden 163 Einwohner gezählt.
Als Folge des Zweiten Weltkriegs fiel Herrnpetersdorf 1945 mit dem größten Teil Schlesiens an Polen und wurde in Piotrowice umbenannt. Die deutsche Bevölkerung wurde vertrieben. Die neu angesiedelten Bewohner waren teilweise Zwangsumgesiedelte aus Ostpolen, das an die Sowjetunion gefallen war. Nachfolgend ging die Zahl der Einwohner deutlich zurück. 1945–1975 gehörte Piotrowice zum Powiat Bystrzycki, der 1975, ebenso wie die bis dahin zuständige Woiwodschaft Breslau, aufgelöst wurde. 1975 kam es an die neu gebildete Woiwodschaft Wałbrzych (Waldenburg), die bis 1998 bestand. 

### Herrnsdorf
Das erstmals 1347 als „Herrmannsdorf“ erwähnte Herrnsdorf war zur Pfarrkirche in Ullersdorf gewidmet und Anfang des 15. Jahrhunderts zur Herrschaft Kunzendorf untertänig. 1432 verkaufte es Nickel von Kunzendorf dem Nicklas von Knoblauchsdorf, dem bereits der Arnsdorfer Ratschinhof gehörte. Nachdem Hans von Ratschin wegen seiner Beteiligung am Böhmischen Ständeaufstand von 1618 ein Drittel seiner Besitzungen verloren hatte, gelangte der Ratschinhof sowie ein Anteil von Herrnsdorf 1625 an den späteren Glatzer Landeshauptmann Johann Arbogast von Annenberg und 1651 durch Heirat an Johann Friedrich von Herberstein, der diesen Anteil mit seiner Majoratsherrschaft Grafenort verband.

### Petersdorf
Petersdorf wurde erstmals 1424 erwähnt, als ein gewisser „Melan“ (Mühlan, Mylan) als Freirichter von „Petirsdorf“ verzeichnet war. Es gehörte in ältesten Zeiten zur Pfarrei Ullersdorf.
Das 1424 erwähnte Freirichtergut war 1477 im Besitz des Martin Melan, 1520 gehörte es dem Hans Mylan, der die Söhne Sigmund, Valten und Nykel hinterließ. 1526 erwarb Valten Melan von seinen Brüdern das Freirichtergut mit vier Gärtnern und dem Jagdprivileg. Ihm folgte 1576 sein Sohn Adam Mühlan, der 1625 wegen seiner Beteiligung am Böhmischen Ständeaufstand von 1618 zwei Drittel seiner Besitzungen verlor. 1642 kaufte es Simon Mühlan, von dem es 1651 Hans Mühlan erwarb. Dieser bezahlte 1684 der landesherrlichen Veräußerungskommission einen Geldbetrag, um einem Verkauf des Freirichterguts zuvorzukommen. Nach dem Übergang an Preußen 1742 gelangte es an Joseph Ilgner, einen Bauern aus Krotenpfuhl, der mit einer Tochter des Anton Mühlan verheiratet war. Sie verheiratete sich als Witwe 1772 mit Ignatz Ulrich aus Wolmsdorf. Er errichtete 1777 eine kleine Kapelle, die 1780 zu Ehren der Vierzehn Nothelfer vom Glatzer Großdechanten Karl Winter geweiht wurde. Ab 1792 war Joseph Kristen Freirichter von Petersdorf, der eine Stieftochter des Ignatz Ulrich geheiratet hatte. 1798 bestand das Freirichtergut aus einer Wassermühle und einer Andachtskapelle sowie vier Gärtnern und vier Häuslern, darunter je ein Schmied und Schuster. Außerdem gehörten zum Petersdorfer Freirichtergut noch zwei Bauern und fünf Auengärtner in Ullersdorf.

## Sehenswürdigkeiten
- Vierzehn-Nothelfer-Kirche, erbaut im Jahre 1777, später mit dem Patrozinium Heilige Familie
- Wegkreuze und andere Bildstöcke